# Свердловантрацит
Свердловантрацит — угледобывающее производственное объединение с центром в городе Свердловск Луганской области Украины. С 2014 года находится на территории под контролем подконтрольной России Луганской Народной Республики.

## История
После провозглашения независимости Украины «Свердловантрацит» перешёл в ведение министерства угольной промышленности Украины.
В марте 1995 года Верховная Рада Украины внесла «Свердловантрацит» в перечень предприятий и организаций, приватизация которых запрещена в связи с их общегосударственным значением.
В мае 1995 года Кабинет министров Украины утвердил решение о приватизации управления тепловых и котловых сетей ПО «Свердловантрацит» и Свердловского управления жилищно-коммунального хозяйства ПО «Свердловантрацит». В октябре 1995 года было утверждено решение о приватизации Червонопартизанского управления жилищно-коммунального хозяйства ПО «Свердловантрацит».
В августе 1997 года «Свердловантрацит» был включён в перечень предприятий и организаций, имеющих стратегическое значение для экономики и безопасности Украины.
Добыча угля в 2008 году составила 6 110 тысяч тонн, в 2009 году 5 818 тысяч тонн, в 2010 году 6 300 тысяч тонн. 
В конце 2011 года целостный имущественный комплекс ГП «Сверловантрацит» на 49 лет был взят в концессию компанией ООО «ДТЭК Свердловантрацит».
1 марта 2017 концессия с ДТЭК была разорвана правительством самопровозглашённой ЛНР, после чего Свердловантрацит был объявлен госпредприятием ЛНР.

## Структура
В объединение входят:
- пять шахт: шахта «Должанская-Капитальная»; шахта имени Я.М. Свердлова; шахта «Красный партизан»; шахта «Харьковская» и шахта «Центросоюз»
- три обогатительные фабрики: «Краснопартизанская», «Свердловская» и «Центросоюз»

А также другие предприятия: автобаза, Краснопартизанское РСУ, управление материально-технического снабжения, «Свердловантрацитсвязь», «Свердловантрацитшахтострой», «Свердловантрацитэнерго», «Свердловантрацитинвестстрой», «Свердловгрузтранс», «Свердловпромкомплектсбыт», «Свердловскспецшахтомонтаж», «Свердловскуглесбыт», «Трансавтосвердловантрацит».
Закрылись согласно программе закрытия неперспективных шахт:
- в 1996 году: «Ленинская»,
- в 1997 году: имени В. В. Володарского,
- в 2000 году: «Майская».

## Адрес
Адрес предприятия: 94800, ул. Энгельса, 1, г. Свердловск Луганской области.